# Tutto può accadere (film 1952)
Tutto può accadere è un film del 1952 diretto da George Seaton con José Ferrer e Kim Hunter uscito negli Stati Uniti il 3 aprile 1952. È tratto dall'omonima autobiografia scritta da George Papashvily con la collaborazione di sua moglie Helen.

## Trama
Ambientato negli ultimi anni dell'ottocento, il film segue le vicende di Giorgi Papashvili, un giovane georgiano, dal momento in cui arriva negli Stati Uniti d'America sbarcando a Ellis Island senza conoscere la lingua. A New York entra in contatto con Nuri, suo compatriota arrivato prima di lui, che lo aiuta a trovare un lavoro e gli insegna a parlare l'inglese. A seguito di un equivoco, Giorgi finisce in tribunale accusato di aver danneggiato le aiuole di Central Park. Fortunatamente viene prosciolto, e nelle aule del tribunale conosce Helen Watson, appassionata di musica folk, che gli chiede di farle conoscere le canzoni popolari della sua terra d'origine. Si stabilisce così un'amicizia tra i due, e proprio attraverso Helen, Giorgi rintraccia un altro compatriota, chiamato "zio Besso", da molti anni negli Stati Uniti. I due giovani si introducono così nell'allegra comunità georgiana e finiscono con l'innamorarsi, ma Giorgi non decide a dichiararsi quando apprende che Helen appartiene a una ricca famiglia californiana e sta per tornare a casa sua per accudire una anziana zia ammalata.
Il distacco e la lontananza fra i due fa soffrire molto Giorgi, che convince lo zio a lasciare il suo lavoro di capo cuoco e a rilevare una sgangherata fattoria in California. Lo zio, chiamati a raccolta i suoi amici georgiani, rimette in ordine la fattoria e la rende efficiente e redditizia grazie a un aranceto. Potendo finalmente offrire a Helen una sicurezza economica, Giorgi le dichiara il suo amore e lei accetta di sposarlo.

## Riconoscimenti
- Golden Globe 1953
  - Golden Globe per il miglior film promotore di Amicizia Internazionale